# 泉町 (半田市)
泉町（いずみちょう）は、愛知県半田市の地名。

## 地理
半田市中央部に位置する。東は北末広町、西は雁宿町、南は広小路町、北は天王町に接する。

### 学区
市立小・中学校に通う場合、学校等は以下の通りとなる。また、公立高等学校に通う場合の学区は以下の通りとなる。
| 番・番地等 | 小学校             | 中学校             | 高等学校 |
| ---------- | ------------------ | ------------------ | -------- |
| 全域       | 半田市立半田小学校 | 半田市立半田中学校 | 尾張学区 |

## 歴史

### 人口の変遷
国勢調査による人口および世帯数の推移。
| 1995年（平成7年）  | 55世帯 135人  |  |
| 2000年（平成12年） | 56世帯 123人  |  |
| 2005年（平成17年） | 57世帯 133人  |  |
| 2010年（平成22年） | 113世帯 276人 |  |
| 2015年（平成27年） | 120世帯 305人 |  |
| 2020年（令和2年）  | 121世帯 286人 |  |

### 沿革
- 1957年（昭和32年） - 半田市半田の一部により、同市泉町が成立[2]。

## 施設
- ピアゴ半田店[1]

1963年（昭和38年）、西川屋チェーンの店舗として開業。
- 三菱UFJ銀行半田支店[1]

### WEB
1. ↑  “愛知県半田市の町丁・字一覧”.   人口統計ラボ. 2023年11月25日閲覧。
2. 1 2  総務省統計局 (2022年2月10日). “令和2年国勢調査の調査結果(e-Stat) - 男女別人口，外国人人口及び世帯数－町丁・字等” (CSV). 2023年8月2日閲覧。
3. ↑  “愛知県半田市の郵便番号一覧”.   日本郵便. 2023年11月25日閲覧。
4. ↑  “市外局番の一覧” (PDF).   総務省 (2022年3月1日). 2022年3月22日閲覧。
5. ↑  半田市教育委員会事務局教育部学校教育課 学校担当 (2015年4月1日). “半田市立小中学校　通学区域一覧（町名あいうえお順）” (PDF).   半田市. 2024年1月2日閲覧。
6. ↑  “平成29年度以降の愛知県公立高等学校（全日制課程）入学者選抜における通学区域並びに群及びグループ分け案について”.   愛知県教育委員会 (2015年2月16日). 2019年1月14日閲覧。
7. ↑  総務省統計局 (2014年3月28日). “平成7年国勢調査の調査結果(e-Stat) - 男女別人口及び世帯数 －町丁・字等” (CSV). 2021年7月20日閲覧。
8. ↑  総務省統計局 (2014年5月30日). “平成12年国勢調査の調査結果(e-Stat) - 男女別人口及び世帯数 －町丁・字等” (CSV). 2021年7月20日閲覧。
9. ↑  総務省統計局 (2014年6月27日). “平成17年国勢調査の調査結果(e-Stat) - 男女別人口及び世帯数 －町丁・字等” (CSV). 2021年7月21日閲覧。
10. ↑  総務省統計局 (2012年1月20日). “平成22年国勢調査の調査結果(e-Stat) - 男女別人口及び世帯数 －町丁・字等” (CSV). 2021年7月21日閲覧。
11. ↑  総務省統計局 (2017年1月27日). “平成27年国勢調査の調査結果(e-Stat) - 男女別人口及び世帯数 －町丁・字等” (CSV). 2021年7月21日閲覧。

### 書籍
1. 1 2 3 4  「角川日本地名大辞典」編纂委員会 1989, p. 1815.
2. ↑  「角川日本地名大辞典」編纂委員会 1989, p. 149.
3. ↑  「角川日本地名大辞典」編纂委員会 1989, p. 865.